# Tragakanta

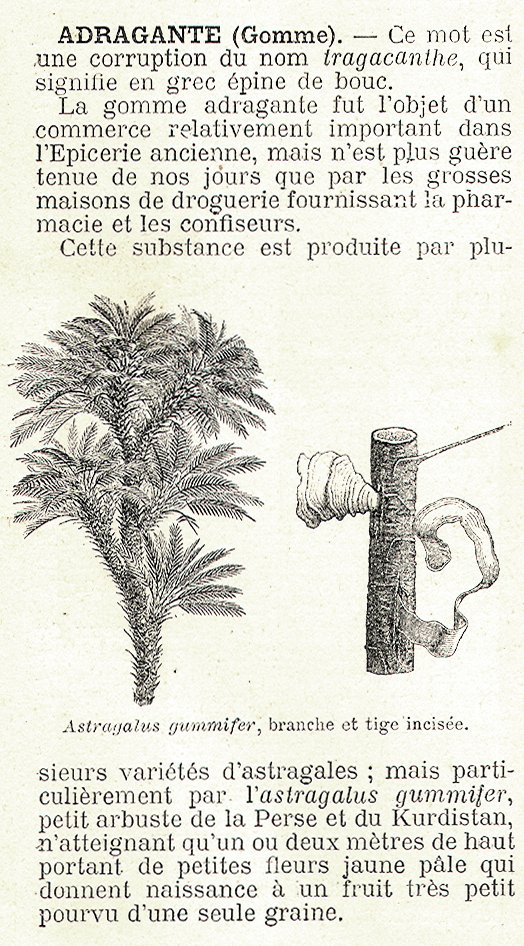
Astragalus gummifer na ilustracji z Dictionnaire encyclopédique de l'épicerie et des industries annexes Alberta Seigneuriego, 1904, str. 28

Tragakanta (łac. tragacantha), guma tragakantowa (gummi tragacantha) – lepka i twardniejąca na powietrzu  wydzielina, wypływająca (w sposób naturalny lub po nacięciu) z pnia i gałęzi traganka gumodajnego oraz innych gatunków rodzaju Astragalus i Astracantha z Azji Zachodniej. Po wysuszeniu występuje w postaci cienkich, blaszkowatych, białych lub jasnożółtych, przezroczystych pasków o długości ok. 30 mm, szerokości 10 mm i grubości do 1 mm, mniej lub bardziej powyginanych, z drobnymi pęknięciami. Na powierzchni można zaobserwować delikatne, podłużne prążki i poprzeczne fałdy.

## Skład i właściwości
Głównymi składnikami tragakanty są dwa polisacharydy: basoryna, nierozpuszczalna w wodzie, o dużej zdolności pęcznienia (60–70%), oraz tragakantyna, o rozgałęzionej budowie, która jest rozpuszczalna w wodzie.
Guma tragakantowa nie ma smaku ani zapachu. Jest nierozpuszczalna w etanolu. Rozpuszcza się w wodzie, tworząc kleiste, lepkie, galaretowate roztwory – rozpuszczanie można przyspieszyć ogrzewaniem, przy czym lepkość takich roztworów jest mniejsza.

## Zastosowanie
Tragakanta jest środkiem pomocniczym wiążącym wodę i dobrą substancją stabilizującą, stosowaną do produkcji zawiesin, emulsji, kremów i maści. Stosowana bywa do wzmacniania struktury żelowej przy produkcji maści hydrożelowych. Roztwory tej gumy są używane jako lepiszcze w procesie granulacji na mokro w technologii wytwarzania tabletek. Ma zastosowanie podobne do gumy arabskiej, jednak jest od niej rzadziej stosowana ze względu na mniejszą dostępność.
Guma tragakantowa jest wymieniona w polskim urzędowym spisie dozwolonych substancji dodatkowych jako E413 i może być stosowania na zasadzie quantum satis, to znaczy bez ograniczeń, czyli w takiej ilości, która jest potrzebna do uzyskania odpowiedniego rezultatu technologicznego zgodnego z zasadami DPP.